# Корнеенко, Виктор Николаевич
Ви́ктор Никола́евич Корнеенко (бел. Віктар Мікалаевіч Карнеенка; род. 29 июля 1957, Мхиничи, Могилёвская область) — советский и белорусский политик и общественный деятель, активист рабочего движения и защитник прав человека, основатель многочисленных неправительственных организаций; депутат Верховного Совета СССР 12-го созыва (1989-1991), первый заместитель председателя Гомельского городского Совета депутатов (1991-1994).

## Биография
Родился 29 июля 1957 года в селе Михничи Краснопольского района Могилевской области Белорусской ССР. Окончил Гомельский политехнический институт, получив специальность инженера-экономиста. В 1976-1977 годах служил в рядах Советской Армии. После демобилизации работал на Гомельском радиотехническом заводе до 1989 года.

## Гражданская и политическая деятельность
В 1987 году Виктор Николаевич начал общественно-политическую деятельность, создав движение за соблюдение социальных прав рабочих завода, на котором работал. Будучи активистом рабочего движения с 1989 года, он стал депутатом Съезда народных депутатов СССР. Являлся членом Межтерриториальной группы депутатов со дня её создания. В 1989-1991 годах был депутатом Верховного Совета СССР 12-го созыва. Во время местных выборов в Белорусской ССР в 1990 году подконтрольный ему Клуб избирателей победил на выборах в Совет народных депутатов Гомеля, а 58% кандидатов от клуба получили места. В 1991-1994 годах Виктор Корнеенко был первым заместителем председателя Городского Совета Депутатов. Подал в отставку в знак протеста против политики президента Беларуси Александра Лукашенко.
Виктор Корнеенко был одним из основателей многих неправительственных общественных организаций в Гомельской области, занимающихся проблемами местного самоуправления и защиты прав человека.  В 1994-1996 годах работал вице-президентом Национального Фонда поддержки демократических реформ им. Льва Сапеги. С 1996 года был главой Гомельского областного объединения "Гражданская инициатива".
Был членом Политсовета Объединённой гражданской партии, координатором Ассамблеи демократических НПО в Гомельской области.

## Награды
- Медаль «100 лет БНР» (2018, Рада Белорусской народной республики)[1].